# Fosheimhalvön
Fosheimhalvön är en halvö i Kanada.   Den ligger i territoriet Nunavut, i den nordöstra delen av landet, 3 800 km norr om huvudstaden Ottawa.
Trakten runt Fosheimhalvön består i huvudsak av gräsmarker. Trakten runt Fosheimhalvän är nära nog obefolkad, med mindre än två invånare per kvadratkilometer.